# Championnat du Maroc de football 1982-1983
Navigation
Édition précédente Édition suivante
La saison 1982-1983 du championnat du Maroc de football voit la victoire du Maghreb de Fès pour la 3e fois de son histoire.

## Classement final
Classement erroné. On retrouve plus de buts marqués qu'encaissés cela entraine une différence de but  - 21.
Si vous disposez d'informations vérifiés, votre aide serait très appréciés.
L'attaquant Abdelfattah Elghayassi avec 13 buts.
| Rang | Équipe                 | Pts | J  | G  | N  | P  | Bp | Bc | Diff |
| ---- | ---------------------- | --- | -- | -- | -- | -- | -- | -- | ---- |
| 1    | Maghreb de Fès         | 71  | 30 | 16 | 9  | 5  | 29 | 15 | +14  |
| 2    | Renaissance de Berkane | 68  | 30 | 14 | 10 | 6  | 23 | 16 | +7   |
| 3    | Wydad de Casablanca V  | 66  | 30 | 9  | 18 | 3  | 31 | 19 | +12  |
| 4    | CODM de Meknès         | 65  | 30 | 10 | 15 | 5  | 36 | 26 | +10  |
| 5    | Raja Club Athletic     | 63  | 30 | 12 | 9  | 9  | 27 | 19 | +8   |
| 6    | KAC de Kénitra T       | 62  | 30 | 8  | 16 | 6  | 21 | 16 | +5   |
| 7    | FAR de Rabat           | 61  | 30 | 10 | 11 | 9  | 24 | 24 | 0    |
| 8    | FUS de Rabat           | 59  | 30 | 9  | 11 | 10 | 23 | 24 | -1   |
| 9    | Renaissance de Settat  | 58  | 30 | 8  | 12 | 10 | 23 | 24 | -1   |
| 10   | Chabab Mohammédia      | 58  | 30 | 6  | 16 | 8  | 21 | 18 | +3   |
| 11   | Difaâ d'El Jadida      | 57  | 30 | 7  | 13 | 10 | 26 | 28 | -2   |
| 12   | Mouloudia Club d'Oujda | 57  | 30 | 6  | 15 | 9  | 30 | 22 | +8   |
| 13   | IR Fquih Ben Salah     | 56  | 30 | 8  | 10 | 12 | 18 | 23 | -5   |
| 14   | Renaissance de Kénitra | 54  | 30 | 8  | 8  | 14 | 27 | 31 | -4   |
| 15   | Raja d'Agadir P ↓      | 54  | 30 | 7  | 10 | 13 | 19 | 35 | -16  |
| 16   | Union de Touarga P ↓   | 51  | 30 | 5  | 11 | 14 | 16 | 33 | -17  |

Qualifications continentales
- Qualifié pour la Coupe des clubs champions africains 1984
- Qualifié pour la Coupe des clubs champions arabes de football 1984
- Relégation en Championnat du Maroc de football D2

Abréviations
T : Tenant du titre

V : Vice-champion 1981-1982

CdT : Vainqueur de la Coupe du Trône 1982-1983

P : Promus du Championnat du Maroc de football D2

## Bilan de la saison
| Championnat du Maroc de football 1982-1983                        |                             |
| Champion                                                          | Maghreb de Fès (3e titre)   |
| Coupes et trophées                                                |                             |
| Vainqueur de la Coupe du Trône 1982-1983                          | Olympique de Casablanca     |
| Qualifications continentales                                      |                             |
| Coupe des clubs champions africains 1984                          | Maghreb de Fès              |
| Coupe d'Afrique des vainqueurs de coupe 1984                      | Olympique de Casablanca     |
| Coupe des clubs champions arabes de football 1984                 | KAC de Kénitra              |
| Promotions et relégations                                         |                             |
| Promus en Championnat du Maroc de football                        | Union de Sidi Kacem         |
| Promus en Championnat du Maroc de football                        | Olympique Club de Khouribga |
| Relégués en Championnat du Maroc de football de deuxième division | Raja d'Agadir               |
| Relégués en Championnat du Maroc de football de deuxième division | Union de Touarga            |